# Adolf Zeligson
Adolf Nojewitsch (Norbertowitsch) Zeligson (russisch Адольф Ноевич (Норбертович) Зелигсон; * 1867 in Warschau; † 10. Juni 1919 in Łódź) war ein russisch-polnischer Bauingenieur und Architekt des Jugendstils.

## Leben
Zeligson stammte aus einer jüdischen Familie. Nach dem Besuch der Gewerbehochschule in Łódź (Abschluss 1884) arbeitete er dort ein Jahr lang in der Bau-Abteilung einer Fabrik der Aktiengesellschaft I. K. Posnanski. Darauf absolvierte er ein Praktikum an der TH Stuttgart bei J. Jung. 1885 ging Zeligson nach St. Petersburg und studierte  am Institut für Zivilingenieure mit Abschluss 1890 als Zivilingenieur mit dem Anrecht auf die 10. Rangklasse. Darauf arbeitete er wieder in Stuttgart bei J. Jung.
1894 kehrte Zeligson nach Łódź zurück und trat in den Dienst der Aktiengesellschaft I. K. Posnanski. Er baute die Herrenhäuser und Wohnhäuser für die Poznanskis und Silbersteins sowie Fabrikgebäude, vier Villen für Direktoren der Posnanski-Manufaktur, Arbeiterkasernen, Schulen, Krankenhäuser, Synagogen und neue jüdische Friedhöfe. 1906 hielt er sich in Paris auf.
1907 ging Zeligson nach Moskau und war bald einer der führenden Architekten des Jugendstils. Seine Auftraggeber waren hauptsächlich jüdische Unternehmer. Er baute repräsentative Wohnhäuser, Banken und Villen, wobei er sich am französischen Jugendstil orientierte. 1908 wurde er in die Moskauer Architektur-Gesellschaft (MAO) aufgenommen.
Nach der Oktoberrevolution kehrte Zeligson in das unabhängig gewordene Polen zurück. Er starb in Łódź und wurde in Warschau auf dem Jüdischen Friedhof an der Okopowa-Straße begraben.

## Werke

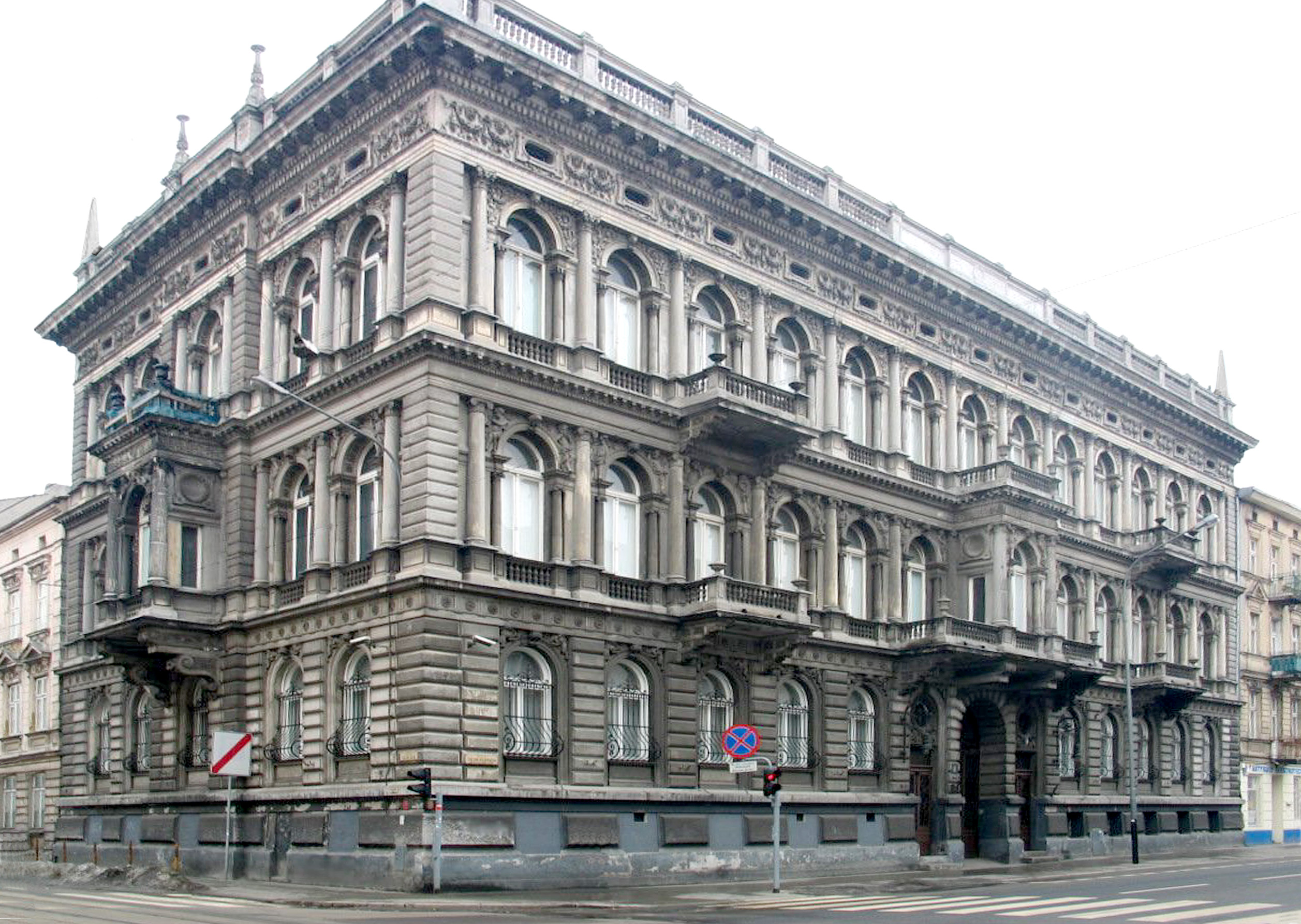
Maurycy Poznańskis Herrenhaus (1896, seit 1948 Muzeum Sztuki), Łódź
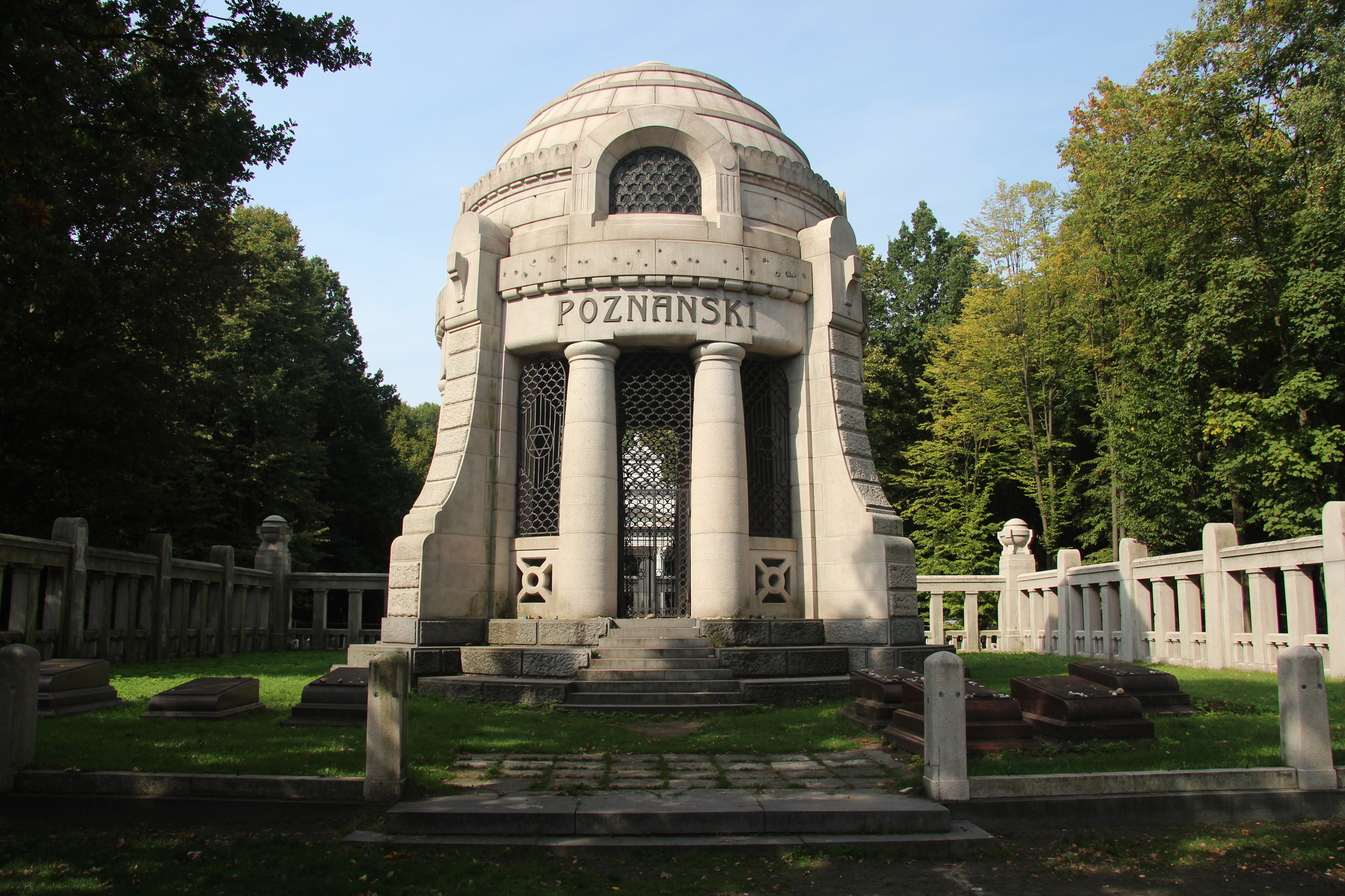
Izrael Poznańskis Mausoleum (1903–1905), Neuer Jüdischer Friedhof, Łódź
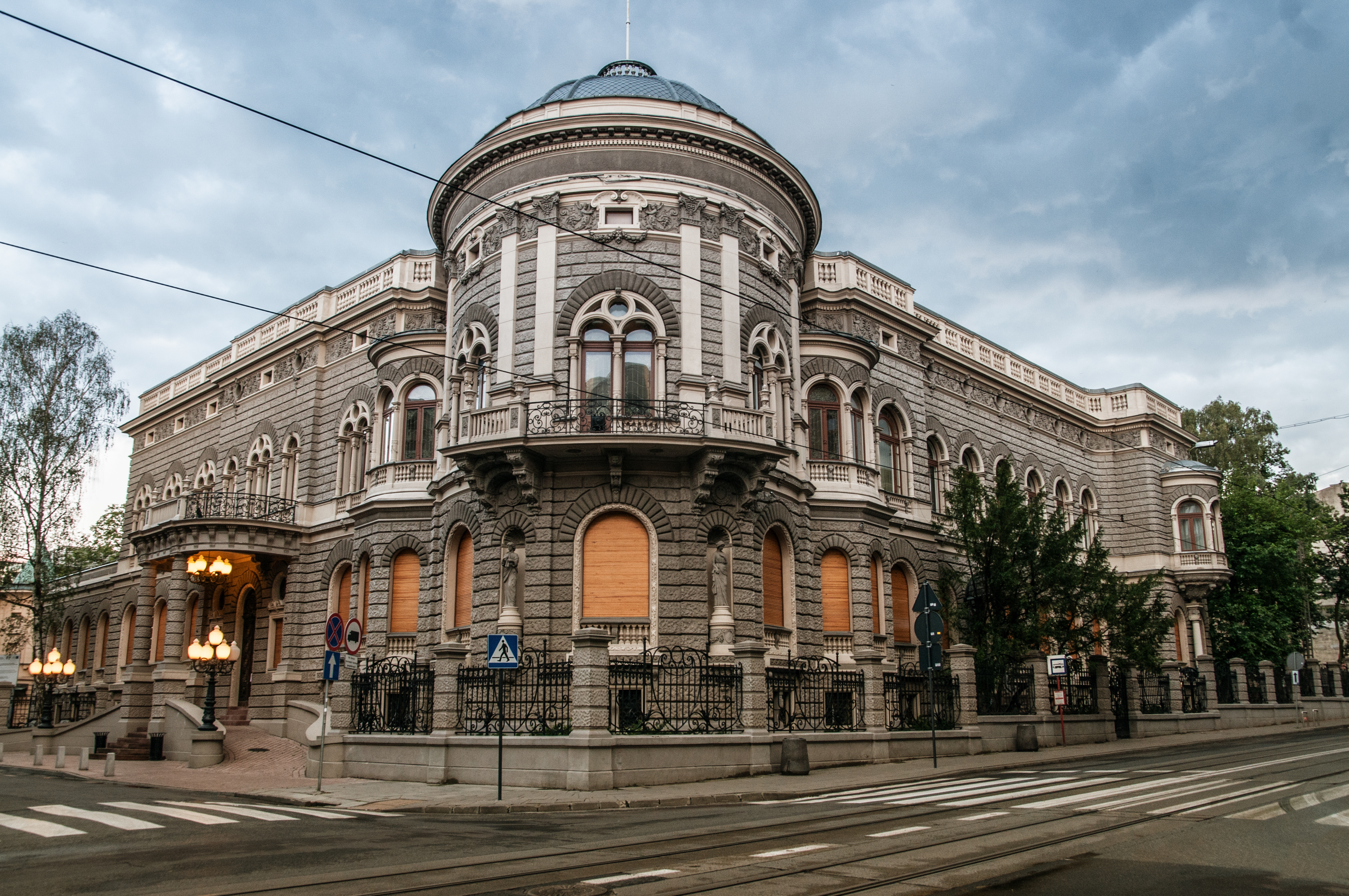
Karol Poznańskis Herrenhaus (1904, seit 1945 Musikakademie Łódź), Łódź
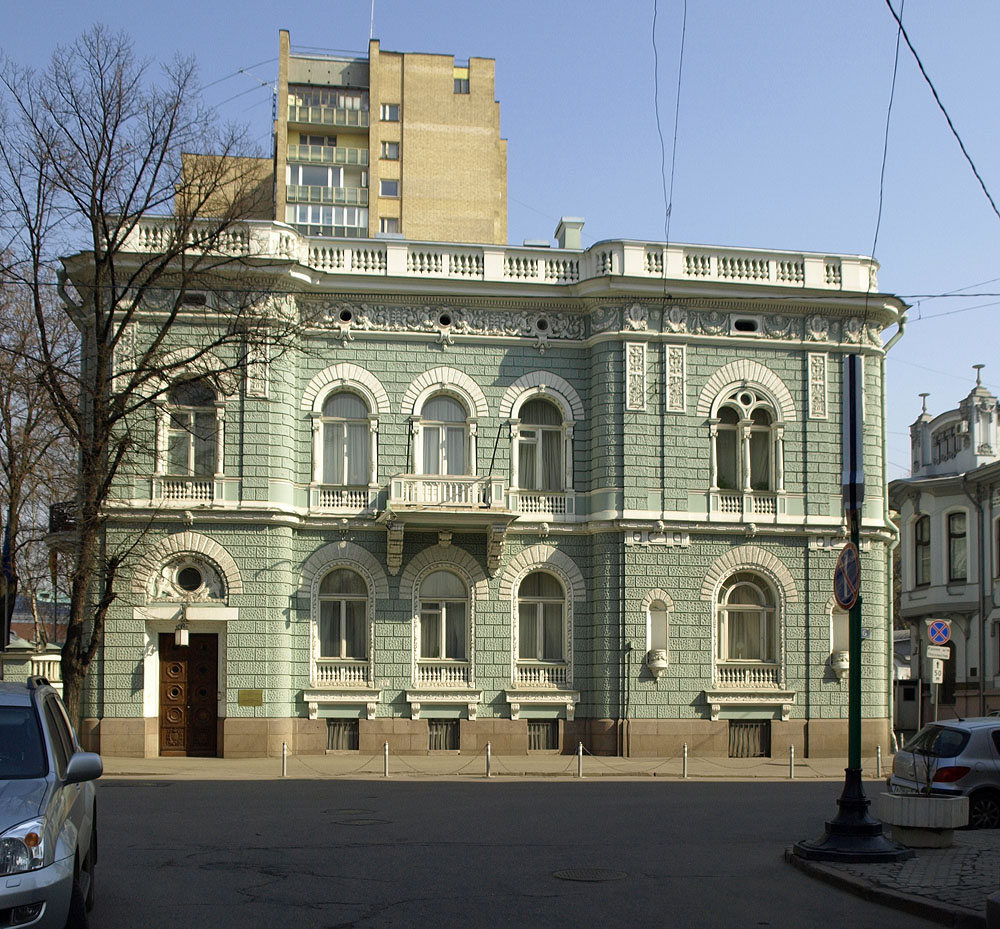
J. M. Schlossbergs Haus (1910–1911), Powarskaja Uliza 46, Moskau
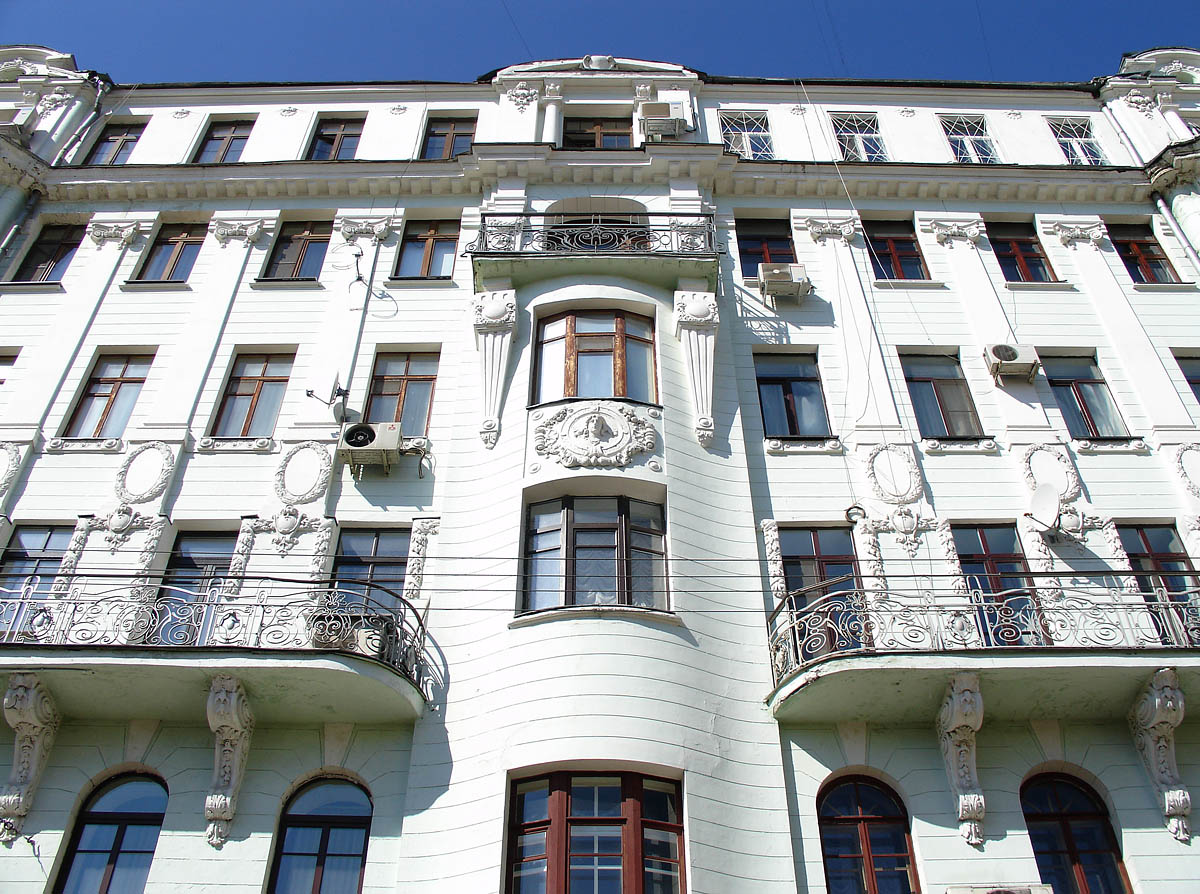
G.-S.-Grinberg-Wohnhaus (1911), Archangelski Pereulok 9, Moskau
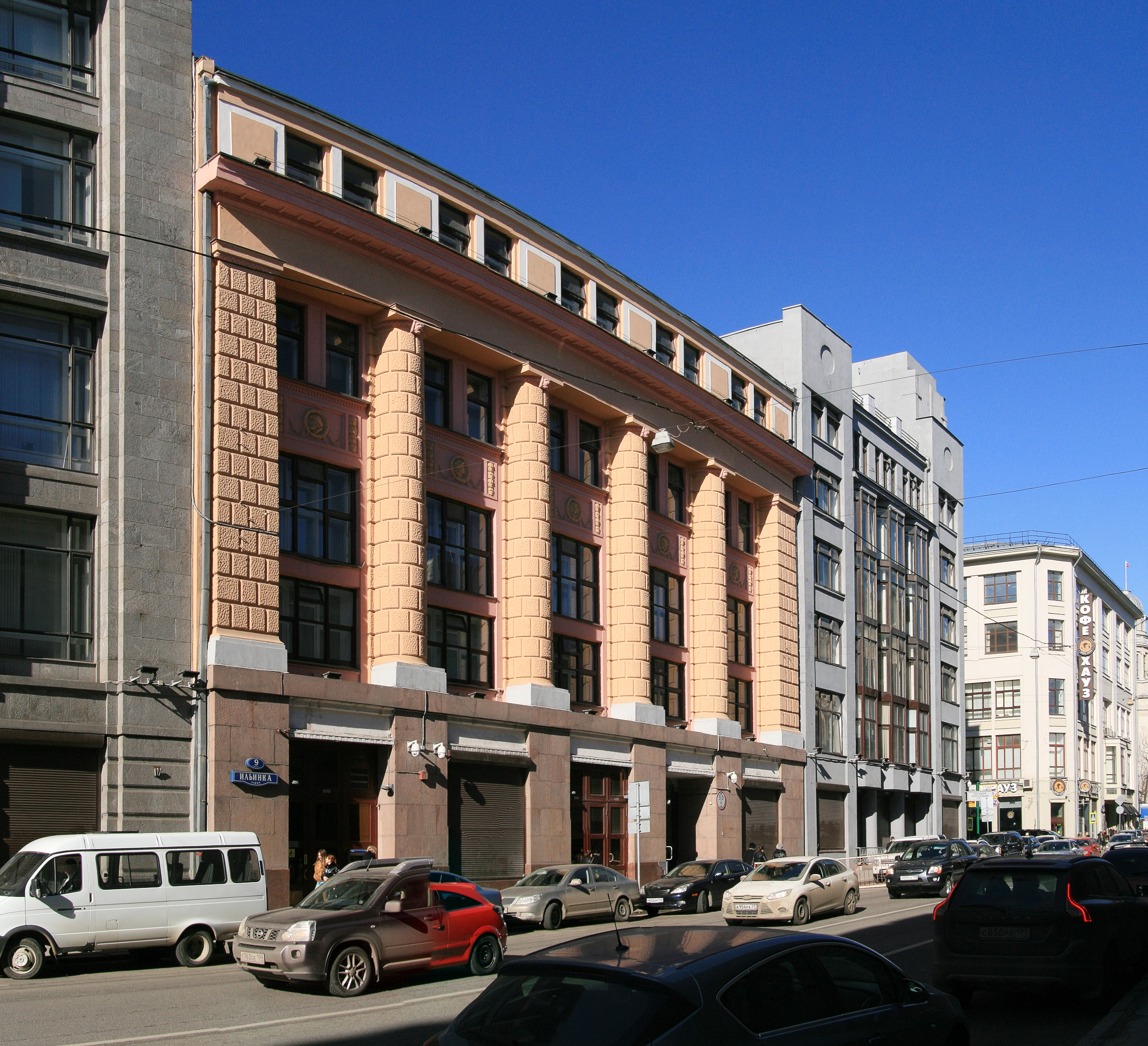
Moskauer Filiale der Asow-Don-Handelsbank (1911–1912), Uliza Iljinka 9, Moskau
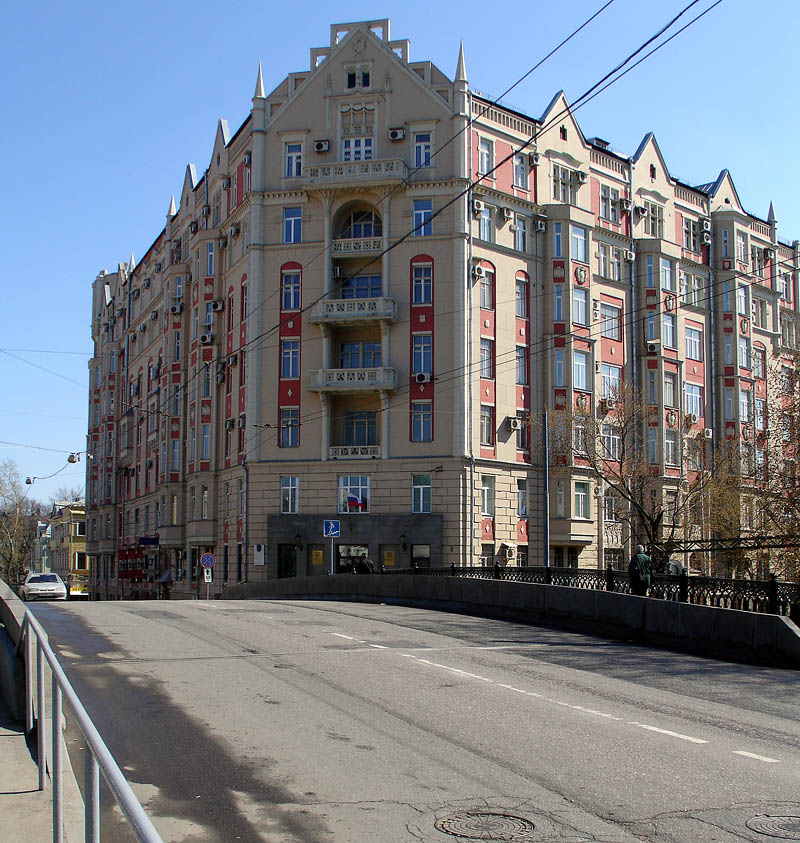
Wohnhauskomplex der Basmann-Genossenschaft (1913–1914 mit Nikolai Falejew), Nowaja Basmannowa Uliza 10, Moskau